# Cayley–Hamilton-tétel
Az Arthur Cayleyről és William Rowan Hamiltonról elnevezett Cayley–Hamilton-tétel a lineáris algebra, azon belül is a mátrixalgebra jelentős tétele. Azt mondja ki, hogy a komplex test feletti tetszőleges A négyzetes mátrix gyöke saját karakterisztikus polinomjának.
Ha A egy adott n × n-es mátrix és In az n × n-es egységmátrix, akkor A karakterisztikus polinomja a {\displaystyle p_{A}(\lambda )=\det(\lambda I_{n}-A)} polinom, ahol det a determináns és λ a polinom változója. A Cayley–Hamilton egyenlet azt állítja, hogy ha ebbe az egyenletbe λ helyett A-t írunk, akkor az eredmény a nullmátrix lesz, vagyis {\displaystyle p_{A}(A)=\mathbf {0} } .
A tételt először Hamilton bizonyította 1862-ben, de csak egy speciális esetben, a kvaterniók által alkotott vektortérre.

## Példa
Legyen
{\displaystyle A={\begin{pmatrix}1&2\\3&4\end{pmatrix}}}
Akkor A karakterisztikus polinomja
{\displaystyle p(\lambda )={\begin{vmatrix}\lambda -1&-2\\-3&\lambda -4\end{vmatrix}}=(\lambda -1)(\lambda -4)-2\cdot 3=\lambda ^{2}-5\lambda -2.}
Így
{\displaystyle p(A)=A^{2}-5A-2I_{2}={\begin{pmatrix}1&2\\3&4\\\end{pmatrix}}{\begin{pmatrix}1&2\\3&4\\\end{pmatrix}}-{\begin{pmatrix}5&10\\15&20\\\end{pmatrix}}-{\begin{pmatrix}2&0\\0&2\\\end{pmatrix}}=}
{\displaystyle ={\begin{pmatrix}7&10\\15&22\\\end{pmatrix}}-{\begin{pmatrix}5&10\\15&20\\\end{pmatrix}}-{\begin{pmatrix}2&0\\0&2\\\end{pmatrix}}={\begin{pmatrix}0&0\\0&0\\\end{pmatrix}},}
ami egybevág a tétel állításával.

## Ekvivalens megfogalmazás
A tétel ekvivalens azzal az állítással, hogy az A négyzetes mátrix minimálpolinomja osztója A karakterisztikus polinomjának.
Valóban, ha a A minimálpolinomja {\displaystyle m}, akkor definíció szerint A kielégíti {\displaystyle m}-et és így ha {\displaystyle m} osztója A karakterisztikus polinomjának, akkor A kielégíti azt is.
Megfordítva, A minimálpolinomja, {\displaystyle m}, osztója minden olyan polinomnak, amelynek A gyöke, így ha A gyöke a saját {\displaystyle p} karakterisztikus polinomjának, akkor {\displaystyle m} szükségképpen osztója {\displaystyle p}-nek.

## Általánosítás
Noha a tétel eredeti formájában a komplex test feletti mátrixokról szól, az állítás tetszőleges kommutatív gyűrű felett is igaz.